# Yola Dinis
Yola Dinis (Coimbra, 13 de Setembro de 1979) é uma cantora portuguesa.

## História
Nasceu em Coimbra mas foi criada em Enxofães, perto de Cantanhede.
Aos 16 anos participa no programa Chuva de Estrelas onde foi semi-finalista com uma imitação de Maria da Fé . Três anos depois voltou ao programa Chuva de Estrelas onde desta vez foi finalista com uma imitação de Dulce Pontes.
Desde 2001 que é cantora residente do Café Luso, uma das mais conceituadas casas de fado de Lisboa, e do Timpanas. Participou em vários musicais de Filipe La Féria, entre eles Amália, My Fair Lady e A Menina do Mar.
Colabora com o produtor Thierry T na faixa "Barco Negro" incluída no disco "Chillfado v.01" editado em 2004.
Em 2008 lançou o seu disco de estreia intitulado "Cerejas e Jasmins".
Participa no espetáculo "Esta Vida é uma Cantiga", da autoria de Henrique Feist e com direção musical de Nuno Feist, feito de forma a homenagear os mais de 150 anos da Revista à Portuguesa. Simone de Oliveira, Wanda Stuart, F.F. e Isabel Noronha foram outros dos nomes que participaram nesse espectáculo.
Em 2013 participou no festival Caixa Alfama.. Em 2014 foi madrinha da Marcha de Belém.
Em 2015 foi finalista do Festival RTP da Canção com "Outra Vez Primavera" da autoria de Nuno Marques da Silva e Nuno Feist.

## Discografia

### Álbuns
- Cerejas e Jasmins (2008)

### Colectâneas
- Chillfado v.01 (2004) - Barco negro (com Thierry T)